# Ecnomus dejouxi
Ecnomus dejouxi är en nattsländeart som beskrevs av G. Marlier 1978. Ecnomus dejouxi ingår i släktet Ecnomus och familjen trattnattsländor. Inga underarter finns listade i Catalogue of Life.